# Dżrapi
Dżrapi – wieś w Armenii, w prowincji Szirak. W 2011 roku liczyła 776 mieszkańców.